# Xeromelissa rozeni
Xeromelissa rozeni är en biart som först beskrevs av Toro och Harold Norman Moldenke 1979.  Xeromelissa rozeni ingår i släktet Xeromelissa och familjen korttungebin. Inga underarter finns listade i Catalogue of Life.